# Гавраил Прибилов
Гавраил Логинович Прибилов (на руски: Гавриил Логинович Прибылов) е руски щурман, мореплавател, изследовател на северната част на Тихия океан.

## Биография
Роден е около 1747 година в Охотск, Русия. От 1781 до 1786 е на служба в Руско-американската търговска компания, като командва кораба „Свети Георги“ и плава в района на Алеутските о-ви и крайбрежието на п-ов Аляска. През 1788, в търсене на нови ловни райони на животни с ценна кожа, плава в Берингово море на северозапад от остров Уналашка и на 56°50′ с. ш. 170°00′ з. д. / 56.833333° с. ш. 170° з. д. открива два острова, които назовава на името на своя кораб и на друг кораб на компанията Свети Георги и Свети Павел. През 1789 Григорий Шелихов, управителят на Руска Америка, назовава целия архипелаг о-ви Прибилов (около 200 км2).
Прибилов продължава да ловува в тези райони до 1790. През 90-те години на ХVІІІ в. плава и ловува в залива Аляска, достигайки до о-вите Кралица Шарлота. През 1795 по заповед на новия управител на Руска Америка Александър Баранов доставя в залива Якутат първите руски заселници.

## Памет
Неговото име носят о-ви Прибилов (56°50′ с. ш. 170°00′ з. д. / 56.833333° с. ш. 170° з. д.) в Берингово море, Аляска.